# TRUE REMEMBRANCE
『TRUE REMEMBRANCE』は、里見しばによるサウンドノベルである。『鬼哭街』や『ひぐらしのなく頃に』と同様、サウンドノベルのゲーム要素である選択肢が存在せず、純粋にストーリーを楽しむ構成になっている。ゲームエンジンに「吉里吉里2/KAG3」を用いて制作された。2008年にはinsaniによる英語版も公開された。
2012年2月22日にはニンテンドー3DS用ダウンロードソフト『TRUE REMEMBRANCE 〜記憶のかけら〜』が発売された。こちらはおまけシナリオ等の追加やイラストレーターの変更（VOFAN）がされている。ただし3D表示には対応していない。

## 作品内容
忘れたいほど悲しい記憶を持った人々が訪れる、白い街。

その街で記憶を封じる職業、『封士』を生業にする青年、黒目。

黒目のもとに客としてラという少女が訪れる。

彼らの日常と、街を訪れる人々との出会い、そして小さな秘密をつづった物語。

## 登場人物
黒目（3DS版ではクロメ）
本作の主人公。街で封士として仕事をする青年、ラと契約する。
ぼんやりとしたひねくれ者だが、仕事は真面目にこなす。
目で患者を見る事によって記憶処理を行う。A級封士。
ラ
本作のヒロイン。『錆色の記憶』を消すため、黒目のもとを訪れた少女。
素直な性格で、何事にも興味を示す。その反面、かなりの頑固者でもある。
育ての親の影響で男性口調で話すが、本人はそれが普通の言葉遣いと思っている。
キョウ
黒目の友達。封士として仕事をするかたわら、街で喫茶店を経営している青年。
器用で面倒見がよいが調子に乗りやすい。精油などの匂いを患者に嗅がせる事によって記憶処理を行う。
リップス
患者に唇で触れる事によって記憶処理を行う。
マール
『錆色の記憶』を消すため、街を訪れた15歳の少年。
イリーナ(イーリャ)
『錆色の記憶』を消すため、街に忍び込んだ女性。
右手（3DS版ではミギテ）
黒目やキョウの上司。右手で触れる事によって記憶処理を行う。
アナライ
S級封士として有名な人物。「意識の門番」という本を書く。

## 用語
- 封士

記憶を封じる職業。A~Fまでランクがある。

S級封士も存在するがA~F級の封士とはその性質自体が異なり、記憶を根本から消す事が出来る。

封士何百人の間に一人存在するかしないか。現在10人いるかどうかも怪しい。
- セツナ病

忘れたいほど悲しい記憶を持った人々がこの病名をつけられる。

比較的軽い症状だと患者はその悲しみがどこから来るのか分かっている事が多い。

症状が重い場合は患者自身その悲しみがどこから来るものか分かっていない。
- 錆色の記憶

忘れたいほど悲しい記憶。セツナ病の原因。封士はこの記憶を封じる。